# Lucanus swinhoei continentalis
Lucanus swinhoei continentalis es una subespecie de la especie Lucanus swinhoei, coleóptero de la familia Lucanidae.

## Distribución geográfica
Habita en China.